# Flughafen Stockholm/Arlanda

i7
i11
i13

Flughafendiagramm

Der Flughafen Stockholm/Arlanda (Eigenbezeichnung: Stockholm Arlanda Airport, IATA-Code: ARN, ICAO-Code: ESSA) ist der internationale Verkehrsflughafen der schwedischen Hauptstadt Stockholm. Er dient den Fluggesellschaften SAS Scandinavian Airlines, Norwegian und TUIfly Nordic als Basis und zählt zu den größten Flughäfen Skandinaviens.
Neben Arlanda verfügt Stockholm noch über den in den 1930er Jahren eröffneten und zentraler gelegenen Regionalflughafen Bromma, welcher primär für Inlandsflüge genutzt wird.

## Allgemeines

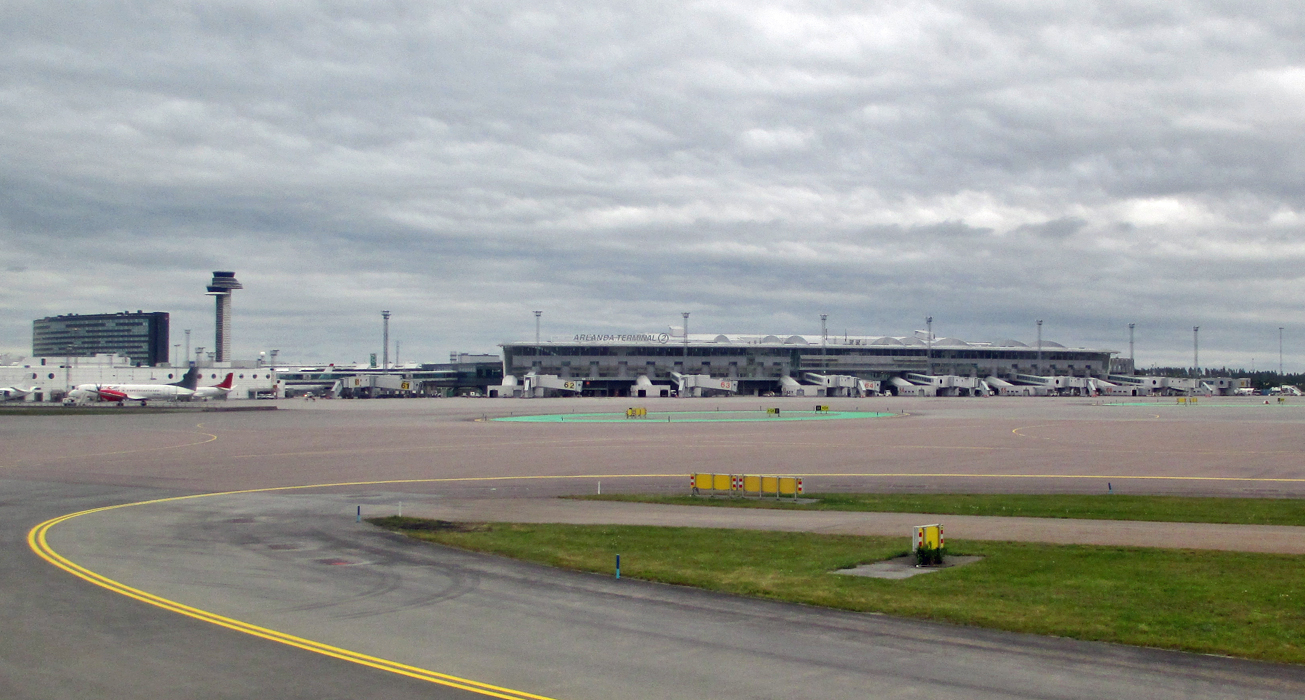
Terminal 2 und Tower

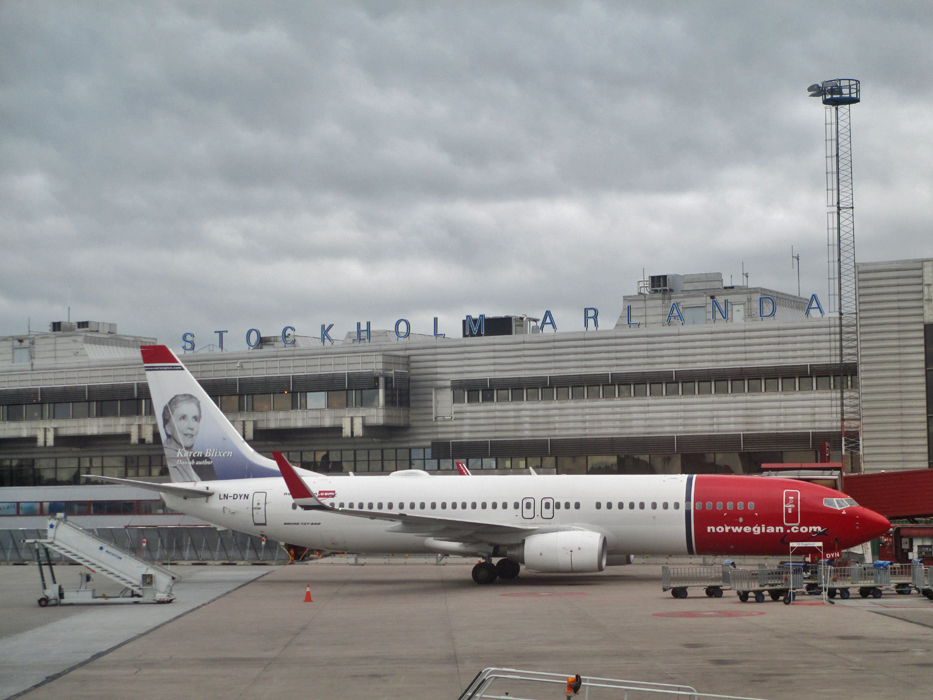
Hauptterminal

Der Flughafen Arlanda wurde 1960 für den Flugverkehr geöffnet. Er verfügt heute nach vielen weiteren Baumaßnahmen über vier Passagierterminals mit 61 Flugsteigen und drei Start- und Landebahnen und gilt als Reichsinteresse.
2016 nutzten insgesamt 24,7 Mio. Passagiere den Flughafen, davon etwa vier Fünftel für Auslandsflüge, ein Fünftel für Inlandsflüge. Über 80 Fluggesellschaften fliegen Arlanda an und schaffen Verbindungen zu über 170 Zielen weltweit. Die meisten Fluggäste treten von hier aus eine Flugreise nach Kopenhagen an. Der Flughafen ist der größte Schwedens und hinter den Flughäfen Kopenhagen-Kastrup und Oslo-Gardermoen der drittgrößte Skandinaviens bezogen auf die Anzahl der Passagiere.
Während des Baus des Flughafens schlug Lars Hellberg 1958 den Namen Arland vor, der eine ältere Bezeichnung für die mittelalterliche Harde – Ärlinghundra härad –  war, in der der Flughafen liegen würde. Die Ortsnamenkommission änderte den Vorschlag jedoch in Arlanda, der dann von der Regierung angenommen und festgelegt wurde.
Während der Betriebszeit des Space Shuttle war der Flughafen ein möglicher Notlandeplatz im Falle einer außerplanmäßigen Landung, allerdings lag er aufgrund seiner hohen geographischen Breite außerhalb der üblichen Umlaufbahnen.

## Lage und Verkehrsanbindung

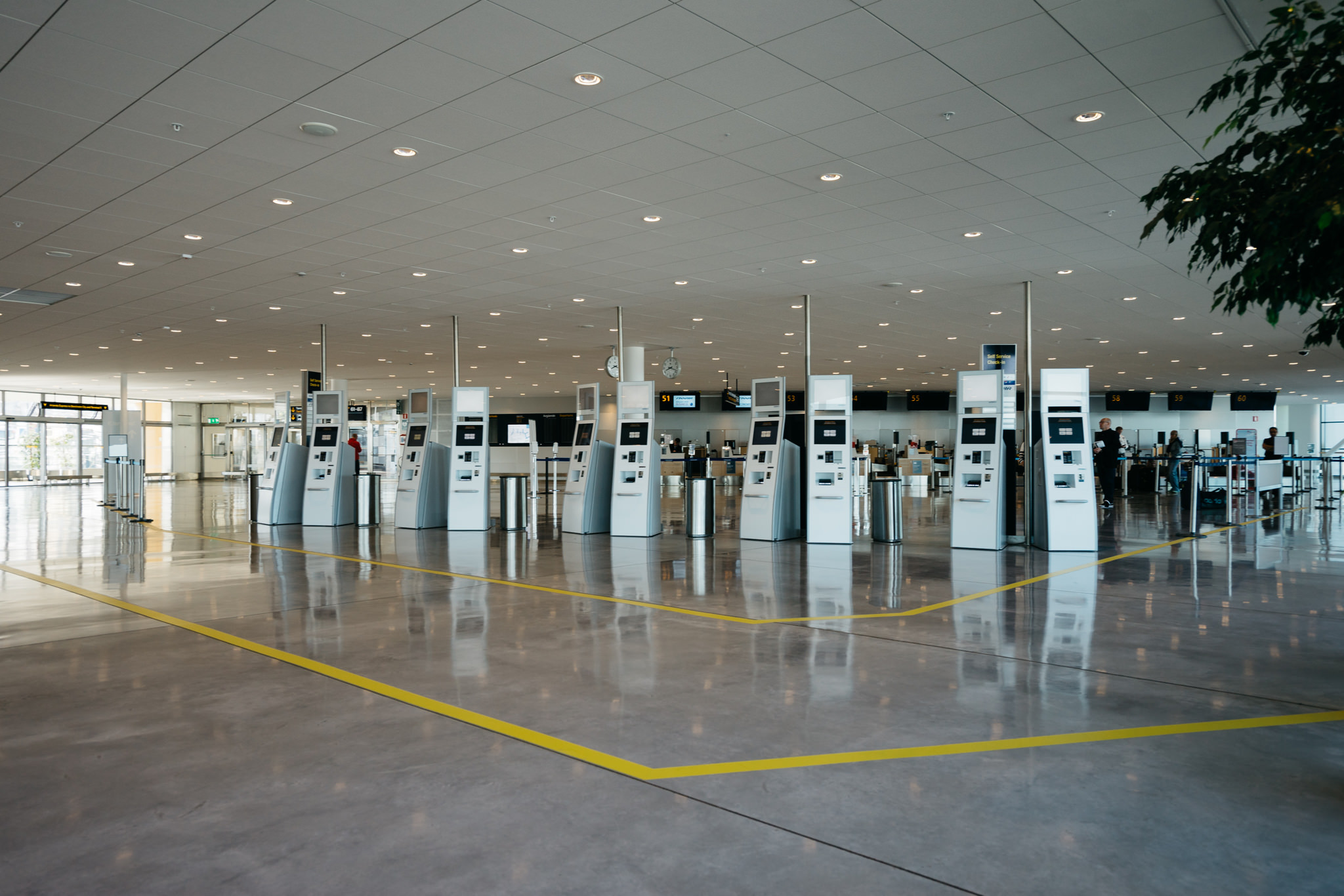
Check-In-Bereich am Flughafen

Der Flughafen liegt in der Nähe des Ortes Märsta, 36,2 km nördlich von Stockholm und 28,2 km südlich von Uppsala.
Die schnellste Möglichkeit, ins Zentrum von Stockholm zu gelangen, ist der 200 km/h schnelle Arlanda Express, der für die Fahrt je nach Zustieg nur 20 (Arlanda Norra) bzw. 18 Minuten (Arlanda Södra) benötigt. Für kurze Wege vom Flugsteig zum Zug sorgen die beiden Bahnhöfe auf dem Flughafengelände.
Es befindet sich ferner der Bahnhof Arlanda C für Fernverkehrszüge (SJ Snabbtåg oder Regional) und für die Pendeltåglinie J38 des Stockholmer Nahverkehrs (SL) unter dem Flughafen. Die Pendeltåglinie J38 Uppsala –Arlanda C–Stockholm C–Älvsjö nahm im Dezember 2012 den Betrieb auf. Somit ist Arlanda gut an Uppsala angebunden.
Für die Benutzung des Arlanda C ist ein gesonderter Zuschlag (särskild passage-avgift) zu entrichten.
Des Weiteren verkehren Busse (Flygbussarna) direkt zwischen den verschiedenen Terminals und der Innenstadt von Stockholm (49 Minuten Fahrzeit). Seit dem 1. März 2014 gibt es eine neue Flughafenbusverbindung mit Endpunkt im Stadtteil Liljeholmen. Die neue Busverbindung führt von Liljeholmen im Südwesten der Stadt durch die Stadtteile Södermalm, Kungsholmen und Vasastan, die zahlreiche Hotels beherbergen, bis zum Karolinska Krankenhaus und dann ohne Zwischenstopp weiter zum Flughafen.
Weniger bekannt und beträchtlich langsamer, dafür am günstigsten ist die Möglichkeit, die SL-Buslinie 583 zu benutzen. Alle Terminals von Arlanda werden von der Buslinie 583 bedient, die zum Busterminal in Märsta führt, von wo aus dann die Weiterfahrt mit dem Vorortzug Pendeltåg J36 nach Stockholm möglich ist. Die Fahrtzeit zum Stockholmer Hauptbahnhof beträgt zwischen 6 Uhr morgens und 23 Uhr abends insgesamt ca. 60 Minuten, ansonsten ca. 85 Minuten.
Mit dem Auto ist Arlanda über die Autobahn E 4 (Anschlussstellen 181 und 182) zu erreichen; der Flughafen liegt nur etwa 2 km östlich dieser Autobahn am Riksväg 273 und verfügt über 20.400 Parkplätze.

## Terminals
Die vier Terminals von Arlanda tragen die Nummern 2, 3, 4 und 5; ein Terminal 1 existiert nicht.
Seit 2022 wird Terminal 5 als Hauptterminal für Inlands- und Auslandsflüge genutzt, Terminal 2 für einige internationale Fluggeschäfte, Terminal 4 für Billigflüge und Terminal 3 ist geschlossen.
Vor 2020 waren Terminal 2 und 5 für internationale und Terminal 3 und 4 für Inlandsflüge.

## Zwischenfälle
- Am 1. November 1969 verunglückte eine Convair CV-440 der Linjeflyg (Luftfahrzeugkennzeichen SE-BSU) während eines Ausbildungsflugs auf dem Flughafen Stockholm/Arlanda. Bei einem simulierten Triebwerksausfall geriet die Maschine außer Kontrolle; es kam zu einer Bruchlandung. Alle vier Piloten an Bord blieben unverletzt, aber das Flugzeug wurde zum wirtschaftlichen Totalschaden.[13]

- Am 5. Januar 1970 wurde beim Start eines Charterflugs der Spantax nach Palma de Mallorca der Ausfall eines Triebwerkes bemerkt. Der Start wurde abgebrochen und die vierstrahlige Convair CV-990 mit dem Kennzeichen EC-BNM rollte zum Terminal zurück. Danach sollte die Maschine in einem Überführungsflug ohne Passagiere mit nur drei funktionierenden Triebwerken nach Zürich zur Reparatur geflogen werden. Während des Starts geriet die Maschine außer Kontrolle, streifte einige Baumwipfel und stürzte schließlich ab. Fünf der zehn Besatzungsmitglieder starben (siehe auch Flugunfall der Spantax bei Stockholm).[14]

- Am 27. Dezember 1991 machte eine McDonnell Douglas DC-9-81 der SAS Scandinavian Airlines mit dem Kennzeichen OY-KHO kurz nach dem Start eine Bruchlandung auf einem Feld. Als „Wunder von Stockholm“ bezeichnet, überlebten alle 129 Menschen an Bord. Ursache war ein Ausfall beider Triebwerke aufgrund von Klareis, das sich von den Flügeln gelöst hatte (siehe auch Scandinavian-Airlines-Flug 751).[15][16]

- Am 7. Juni 1997 schlug eine BAC 1-11 der rumänischen TAROM (YR-BCM) bei der Landung auf dem Flughafen Stockholm/Arlanda hart auf die Bahn auf und wurde strukturell irreparabel beschädigt.[17]